# زاهد شهر
زاهد شهر (بالفارسية: زاهدشهر) هي منطقة سكنية تقع في إيران في Shibkaveh District. يقدر عدد سكانها بـ 10,038 نسمة .